# Солдатское (Новоукраинский район)
Солдатское (укр. Солдатське) — село в Ровнянской сельской общине Новоукраинского района Кировоградской области Украины.
Население по переписи 2001 года составляло 115 человек. Почтовый индекс — 27130. Телефонный код — 5251. Код КОАТУУ — 3524081806.